# Hypopyra grisea
Hypopyra grisea là một loài bướm đêm trong họ Erebidae.